# Pietro Vasta
Pietro Vasta (Favara, 16 novembre 1872 – Favara, 5 agosto 1909) è stato un medico e politico italiano assassinato dalla mafia.

## Biografia
Nacque a Favara il 16 novembre 1872 da Angelo e Teresa Smecca. Dopo aver frequentato le scuole elementari del paese, si trasferì a Firenze e poi a Napoli dove si laureò in medicina. Completati gli studi sotto la guida dell'illustre Cardarelli, di cui fu assistente, ritornò a Favara.
D'ingegno pronto, vivace, versatile, intraprendente ed ambizioso si diede alla politica divenendo, il 17 gennaio 1904, presidente del Circolo cattolico Democrazia Cristiana di Favara. Nel 1907 a Milano tenne un apprezzabile discorso sul lavoro dei fanciulli nelle zolfare. Molti tra cui alcuni dei suoi soci del circolo, nonché coetanei, lo definivano come una coscienza ambigua, "traditore" dei medici favaresi, suoi colleghi. Infatti Vasta si schierava contro questi ultimi, rei secondo lui di aver aumentato la diaria delle visite; ed è forse per questo che si portò dietro l'infamia e l'accusa di essere un baro quando giocava nel Casino dei Civili e quindi di non essere all'altezza di guidare il Circolo dei Cattolici. Tuttavia nonostante le critiche riuscì a farsi strada e divenne membro dell'Amministrazione della Congregazione di carità, membro dell'Amministrazione dell'ospedale civico e riuscì a fondare all'interno del Circolo della Democrazia una cassa operaia, costituendo una sezione di pegni  e di biancheria permettendo così il calo dell'usura che sarebbe passata dal 400% o 600% ad una percentuale più accettabile. Questo creò numerosi dissensi e la sua presidenza diede fastidio a non pochi all'interno del circolo i quali videro toccati da vicino i loro interessi tanto che fu immediatamente sostituito.

### Assassinio
Il 5 agosto 1909, a soli 36 anni, fu barbaramente assassinato. L'omertà e la paura non permisero di risalire immediatamente all'omicida.
A svelare il nome dell'assassino intervenne il caso: l'amicizia tra un poliziotto ed un assessore comunale che era anche un ricco proprietario terriero. L'assessore diceva di sapere il nome dell'omicida pur non facendo parte della polizia. Il poliziotto allora con astuzia riuscì a farsi dire il nome dell'assassino e lo fece subito arrestare. Durante il processo il presidente della Corte chiamò a testimoniare il poliziotto e chiese a quest'ultimo la fonte da cui aveva appreso la notizia. Il poliziotto al fine di salvaguardare l'onore dell'amico si rifiutò di nominarlo e scantonò nel vago e nell'impreciso.
L'assassino, tale Salvatore Valenti, fu condannato per l'omicidio del dott. Pietro Vasta ma, scontata la pena, nel gennaio 1925 mentre comprava le sigarette al tabacchino fu ucciso a colpi di pistola dal figlio maggiore del dott. Vasta. Più tardi si scoprì che ad ordinare l'omicidio del dottor Vasta era stato proprio il Dulcetta.
Nella lapide posta dietro il suo loculo, la famiglia aveva fatto scrivere il seguente epitaffio: "Alla cara memoria del dottor Pietro Vasta morto a soli 37 anni il 5 agosto 1909. Vittima del proprio dovere...".